# Erhardt Kapp
Erhardt Kapp (Fântânele, 16 de junho de 1959) é um ex-futebolista romeno-estadunidense que atuava como defensor.

## Carreira
Iniciou sua carreira em 1981, no New York Cosmos. Atuando ao lado dos veteranos Franz Beckenbauer, Johan Neeskens, Giorgio Chinaglia, Vladislav Bogićević e Carlos Alberto Torres, Kapp jogou 20 partidas e fez um gol na North American Soccer League, além de ter disputado 17 partidas e feito 2 gols no time indoor.
Defendeu também Pittsburgh Spirit e Los Angeles Lazers entre 1983 e 1988, quando se aposentou com apenas 29 anos.

## Seleção
Kapp integrou a Seleção Norte-Americana nos Jogos Olímpicos de 1984, em Los Angeles. Pela seleção principal, foi o segundo atleta romeno a vestir a camisa da equipe (o primeimro havia sido Adolph Bachmeier, que jogou 15 partidas em uma década) atuou em 5 jogos entre 1983 e 1985, tendo feito um gol, na vitória por 5 a 0 sobre as Antilhas Holandesas em 1984.
A última partida internacional do jogador foi contra Trinidad e Tobago, pelas eliminatórias da Copa de 1986, a qual os Estados Unidos não obtiveram a classificação.

## Links
- UConn Record Book
- Blau-Weiss Gottschee Website
- NASL/MISL stats